# 1904 코파 델 레이 결승전
1904 코파 델 레이 결승전(스페인어: La Final de la Copa del Rey de 1904)은 코파 델 레이의 2번째 결승전이다. 본래 1904년에 마드리드의 티로 델 피촌에서 진행될 예정이었다. 이 시즌은 혼란스러운 시즌이었는데, 이는 아틀레틱 빌바오가 한 경기도 치르지 않고 우승한 것이 방증한다.

## 상세 경기 정보
| 아틀레틱 빌바오 | 치르지 않음 | 에스파뇰 마드리드 |
| --------------- | ----------- | ----------------- |
|                 |             |                   |

아틀레틱 빌바오는 자동으로 결승전에 진출하였다.
에스파뇰 마드리드는 코파 델 레이 1904에서 한 경기를 무승부로 끝내고, 다른 한 경기는 끝까지 뛰지 못했기 때문에, 아틀레틱이 항의서를 제출하기에 이르렀다. 이 문제를 맞딱뜨리면서 빠르게 수습할 수 없는 데다가 바스크 구단의 몇몇이 일터로 재빨리 돌아갔기 때문에, 마드리드 협회는 전 대회 우승을 거둔 아틀레틱 빌바오의 우승으로 판정했다.